# Thomas Nelson (2e comte Nelson)
Thomas Nelson, 2e comte Nelson, né Thomas Bolton (7 juillet 1786 - 1er novembre 1835), est un noble britannique. 

## Biographie
Il est le fils de Thomas Bolton de Wells, Norfolk, et Susannah Nelson, fille du révérend Edmund Nelson. Il fait ses études à la Norwich High School et à partir de 1807 à Peterhouse, Cambridge, obtenant son diplôme de maîtrise en 1814. Il est le neveu de l'amiral Horatio Nelson. 
Il épouse Frances Elizabeth Eyre, fille de John Maurice Eyre de Landford, Wiltshire, le 21 février 1821. Ils ont huit enfants: 
- Horatio Nelson (3e comte Nelson) (1823–1913)
- John Horatio Nelson (1825–1917)
- Frances Catherine Nelson (1826–1877)
- Elizabeth Anne Nelson (1827–1830)
- Caroline Nelson (1828–1829)
- Susannah Nelson (1829–1900)
- Contre-amiral Maurice Horatio Nelson (2 janvier 1832 - 6 septembre 1914) [2],[3]
- Edward Foyle Nelson (1833–1859)
- Henry Nelson (1835–1863)

Il est haut shérif du Wiltshire en 1834. 
Il hérite du titre de comte Nelson de Trafalgar et de Merton de son oncle William Nelson, 1er comte Nelson, décédé le 28 février 1835 sans descendant masculin. Bolton change son nom pour Nelson en héritant du comté, mais est décédé plus tard cette année-là. Il meurt à Brickworth House, Downton, Wiltshire, le 1er novembre 1835 et est inhumé à la chapelle de Standlynch le 9 novembre. Frances lui survécut plus de quarante ans et meurt en 1878 à Trafalgar Park, Wiltshire . 
Sa sœur Catherine épouse le capitaine Sir William Bolton . 